# Castrogonzalo
Castrogonzalo é um município da Espanha na província de Zamora, comunidade autónoma de Castela e Leão, de área 25,11 km² com população de 523 habitantes (2007) e densidade populacional de 21,35 hab/km².

## Demografia
| Variação demográfica do município entre 1991 e 2004 | Variação demográfica do município entre 1991 e 2004 | Variação demográfica do município entre 1991 e 2004 | Variação demográfica do município entre 1991 e 2004 |
| --------------------------------------------------- | --------------------------------------------------- | --------------------------------------------------- | --------------------------------------------------- |
| 1991                                                | 1996                                                | 2001                                                | 2004                                                |
| 593                                                 | 537                                                 | 529                                                 | 536                                                 |